# Generic Model of Psychotherapy
Das Generic Model of Psychotherapy (dt. Allgemeines Modell der Psychotherapie) von David Orlinsky und Kenneth I. Howard ist ein auf empirischen Ergebnissen basierendes Modell aus dem Bereich der Psychotherapieforschung. Es dient der Integration der Ergebnisse einer Vielzahl von einzelnen Studien aus dem Bereich der Prozess-Ergebnis-Forschung in einen einheitlichen konzeptuellen Rahmen. Es wurde erstmals 1986 veröffentlicht und seitdem kontinuierlich weiterentwickelt.

## Inhalt

### Allgemeines
Psychotherapie kann als Interaktion zwischen (üblicherweise zwei) Personen (Patient und Therapeut) verstanden werden, die in einem bestimmten kontextuellen Rahmen stattfindet. Diese Interaktion wird beeinflusst durch das Leben und die Persönlichkeit sowohl des Patienten als auch des Therapeuten. Weitere Kontextfaktoren sind z. B. die therapeutische Umgebung (treatment setting, z. B. Klinik, private Praxis), das Versorgungssystem (service delivery system, z. B. Krankenversicherung), andere soziale Institutionen innerhalb oder außerhalb des Versorgungssystems (other social institutions, z. B. Familien des Patienten und des Therapeuten, gemeinnützige Institutionen, Gerichte) sowie soziale, ökonomische oder politische Ereignisse/Trends (currents of change, z. B. Ferienzeit, wirtschaftliche Rezession, nationale Krisen). Zudem haben kulturelle normative Vorstellungen (über die normale Persönlichkeit, adäquate emotionale Erlebens- bzw. Ausdrucksformen, Normen der Kommunikation, Art und Gründe von Abweichung (Pathologie), die richtige Art zu Helfen etc.) einen wichtigen Einfluss auf das therapeutische Geschehen. Somit üben sowohl individuelle als auch kollektive Kontextfaktoren einen Einfluss auf den therapeutischen Prozess aus (input). 
Umgekehrt übt das therapeutische Geschehen auch einen Einfluss nicht nur auf das Leben und die Persönlichkeit des Patienten aus (outcome), sondern auch auf den Therapeuten, die Gesellschaft etc. (output).
Das psychotherapeutische Handlungssystem (psychotherapeutic action system), d. h. alle Interaktionen zwischen Patient und Therapeut während der therapeutischen Sitzungen (sowie das damit zusammenhängende Verhalten und Erleben außerhalb der Sitzungen), wird als Therapieprozess (treatment process) bezeichnet. Davon abgegrenzt wird der empirisch zu beobachtende Veränderungsprozess (change process).
Ausgehend von der damaligen Forschungsliteratur wurden 1986 fünf Aspekte beschrieben. Weiterentwicklungen der sequentiellen Analyse zeitlicher Prozesse bzw. Abfolgen führten 1994 dazu, dass das Modell um einen sechsten Aspekt ergänzt wurde:
1. Formale Beziehung ("therapeutic contract", normativer bzw. organisatorischer Aspekt)
2. Therapeutische Aktivitäten ("therapeutic operations", technischer bzw. prozeduraler Aspekt)
3. Informelle Beziehung ("therapeutic bond", interpersoneller Aspekt)
4. Selbstbezogenheit ("self-relatedness", intrapersoneller bzw. reflexiver Aspekt)
5. unmittelbare Einflüsse der Sitzung ("in-session impacts", klinischer bzw. pragmatischer Aspekt)
6. zeitliche Muster ("temporal patterns", sequentieller Aspekt, zeitliche Abfolge)[1]

### 1. Formale Beziehung (Therapeutic Contract)
Hier wird zum einen der normative Rahmen beschrieben, in dem sich Patient und Therapeut bewegen, z. B. soziale Rollen bzw. Normvorstellungen (etwa, wie sich ein idealer Patient bzw. ein idealer Therapeut zu verhalten hat). Diese sind auf Therapeutenseite z. B. durch die Therapieausbildung und Supervision beeinflusst, auf Patientenseite z. B. durch Fernsehen, Filme, oder Erzählungen aus dem privaten Umfeld. 
Zudem werden Rahmenbedingungen wie z. B. die therapeutische Ausrichtung des Therapeuten (Psychoanalyse, Verhaltenstherapie etc.) beschrieben.
 Contractual provisions beschreibt die formalen therapeutischen Vereinbarungen, d. h. (die i. d. R. mit der therapeutischen Orientierung zusammenhängenden) Behandlungsziele, Methoden (z. B. Einzel-, Gruppen-, Paar-, Familientherapie), Anzahl der Sitzungen pro Woche, finanziellen Vereinbarungen etc.
 Contractual implementation bezeichnet die konkreten Verhaltensweisen, die zur Durchführung der Vereinbarungen ausgeführt werden (z. B. das Vereinbaren von Therapiezielen, die Erfüllung der "Normen" durch den Patienten, der Umgang mit Vertrags- bzw. Normverletzungen etc.)

### 2. Therapeutische Aktivitäten (Therapeutic Operations)
Therapeutische Aktivitäten können (rollenabhängig) beschrieben werden als
- Problempräsentation (problem presentation): der Patient muss eine Möglichkeit haben, sein Problem mitzuteilen
- Verständnis des Therapeuten (expert understanding): der Therapeut muss seine professionellen Fähigkeiten und sein Expertenwissen einsetzen, um das Problem des Patienten zu erfassen
- Intervention des Therapeuten (therapist intervention): der Therapeut muss auf o. g. Basis einen Vorschlag machen, wie mit dem Problem umgegangen werden kann
- Kooperation des Patienten (patient cooperation): der Patient muss sich in irgendeiner Weise aktiv bei der Umsetzung des Vorschlags beteiligen bzw. kooperieren

### 3. Informelle Beziehung (Therapeutic Bond)
Hier werden die informellen und interpersonellen Aspekte der Beziehung zwischen Patient und Therapeut qualitativ beschrieben, z. B. durch 
- die Qualität der Zusammenarbeit (collaborative teamwork), basierend auf der persönlichen Involviertheit (personal investment, d. h. das Ausmaß, in dem Patient oder Therapeut ihre Rolle ausfüllen) oder der Koordination der Interaktionen (interactive coordination, d. h. wie gut oder schlecht ihre Handlungen aufeinander abgestimmt sind).
- die Qualität des persönlichen Rapports (personal rapport), basierend auf dem emotionalen Ausdruck (expressive attunement, d. h. wie effektiv und empathisch sie kommunizieren) und der affektiven Einstellung zueinander (affective attitudes, d. h. wie stark und wie positiv bzw. negativ sie füreinander empfinden).

### 4. Selbstbezogenheit (Participant Self-Relatedness)
Beschrieben werden Aspekte wie Selbstwahrnehmung, Selbstkontrolle und Selbstwert von Patient und Therapeut, die bei jeder Interaktion eine Rolle spielen (z. B. Wahrnehmung und Erzeugung von physiologischer Erregung, Stimmungen, Wünschen, Absichten; Ausübung von Selbstkontrolle bei Handlungsimpulsen; Wahrnehmung von Selbstwirksamkeit etc.), sowie die (intuitive bzw. unbewusste) Wahrnehmung dieser Vorgänge beim Interaktionspartner. Negative Aspekte von Selbstbezogenheit in der Therapie wären z. B. Abwehr oder Einengung, positive Aspekte z. B. Offenheit oder Zufriedenheit.

### 5. Unmittelbare Einflüsse der Sitzung (In-session Impacts)
Beschrieben werden unmittelbare kurzfristige, positive oder negative, Auswirkungen einer Therapiesitzung. Positive Beispiele beim Patienten sind z. B. Einsicht in Zusammenhänge ("insight"), Katharsis, Lösung interpersoneller Konflikte, Erfahrung der Selbstwirksamkeit, Zunahme von Hoffnung etc. Es kann jedoch auch zu negativen Auswirkungen wie z. B. Verwirrung, Beschämung, oder Angst kommen. Auch für Therapeuten können positive oder negative Auswirkungen von Therapiesitzungen beschrieben werden (z. B. Selbstwirksamkeits- vs. Frustrationserleben, berufliche Weiterentwicklung vs. Burnout).

### 6. Zeitliche Muster (Temporal Patterns)
Bis zu den frühen 1990er Jahren spielte hier lediglich die Therapiedauer (zeitlich oder Sitzungszahl) eine Rolle. Verbesserte statistische Möglichkeiten führten seitdem vermehrt zur Untersuchung zeitlicher Muster innerhalb der Sitzungen (session development), aufeinanderfolgender Sitzungen (treatment stage) oder einer ganzen Therapie (treatment course).

## Bedeutung
Dieses Modell ist nach Klaus Grawe ein „Markstein in der Entwicklung der psychotherapeutischen Prozessforschung“.S. 152–153